# Шакиров, Валерий Рафаилович
Валерий Рафаилович Шакиров (22 февраля 1963, пос. Рудничный, Краснотурьинский горсовет, Свердловская область, РСФСР, СССР — 2 июля 1983, ДРА) — рядовой Вооружённых Сил СССР, участник войны в Афганистане, погиб при исполнении служебных обязанностей, кавалер ордена Красной Звезды (посмертно).

## Биография
Валерий Рафаилович Шакиров родился 22 февраля 1963 года в посёлке Рудничном (ныне — в черте города Краснотурьинска Свердловской области). После окончания средней школы работал в Краснотурьинском отделении объединения «Уралсантехмонтаж».
30 сентября 1981 года Шакиров был призван на службу в Вооружённые Силы СССР Краснотурьинским городским военным комиссариатом Свердловской области. В декабре того же года он был направлен для дальнейшего прохождения службы в состав ограниченного контингента советских войск в Демократическую Республику Афганистан. Участвовал в боевых действиях против вооружённых формирований моджахедов, будучи командиром десантно-штурмового отделения.
2 июля 1983 года батальон, в котором служил рядовой Валерий Рафаилович Шакиров, выехал в район, где, по данным разведки, должна была находиться крупная группа моджахедов, пришедших из Пакистана. Во главе группы десантников он обошёл позиции противника с тыла и внезапно атаковал его, обеспечив успех действий всего подразделения. Когда у группы кончились боеприпасы, Шакиров скомандовал отойти. Пополнив боезапас, они вновь обошли врага. Шакиров не заметил одного оставшегося в живых врага, и тот расстрелял его из автомата в спину. Товарищи под огнём вытащили его, но рядовой скончался.
Похоронен на Медном кладбище в городе Краснотурьинске Свердловской области.
Указом Президиума Верховного Совета СССР рядовой Валерий Рафаилович Шакиров посмертно был удостоен ордена Красной Звезды.

## Память
- В честь Шакирова названа улица в посёлке Рудничном Свердловской области, где он родился.
- На зданиях школы и профтехучилища, где учился Шакиров, установлены мемориальные доски.